# Suszanka (Czechy)

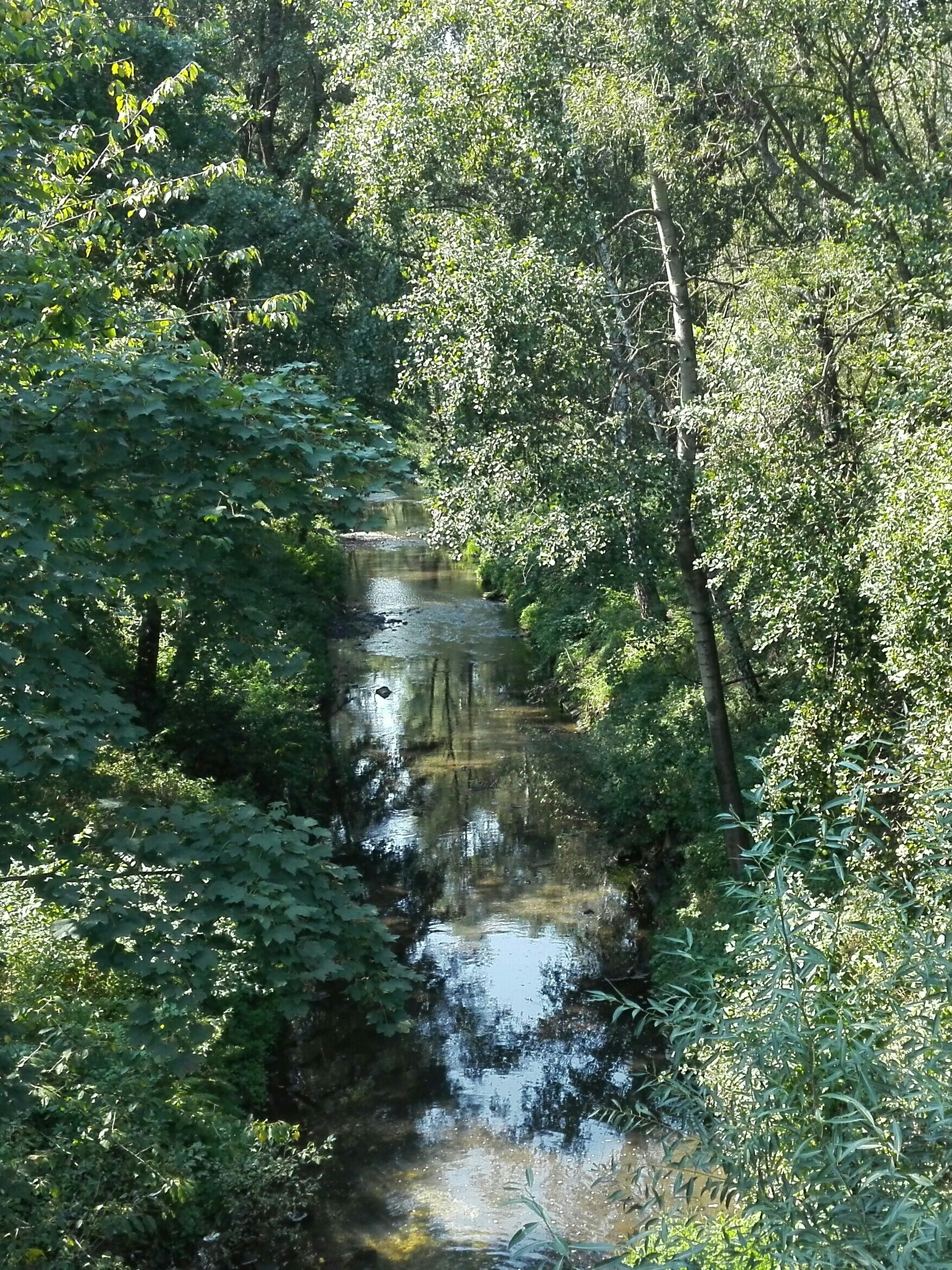

Suszanka – rzeka w regionie morawsko-śląskim, prawy dopływ Łucyny. Wznosi się na północnym zboczu wschodniej części górnocierlickiego wyżu (rejon geomorfologiczny Pagórków Cieszyńskich) w Wielkim Lesie w części Olbrachcic osady Pałacówka. Rzeka przepływa także przez gminę Sucha Górna oraz przez obszary górnicze Sucha Średnia i Sucha Dolna – te trzy osady zawdzięczają swoją nazwę tej rzece, która w średniowieczu sezonowo wysychała. Suszanka swoje ujście ma w Hawierzowie – mieście (do 1955 r. teren ten był częścią oddzielnej wsi Szumbark), gdzie wpada do Łucyny na granicy z Szonowem. Suszanka odwadnia całą północną i północno-wschodnią część miasta Hawierzów. Miasto to jest dotknięte wpływami górniczymi, szczególnie w Średniej i Dolnej Suchej. W Dolnej Suchej po lewej stronie koryta rzeki znajdują się stawy Suszany, które służyły jako stawy hodowlane, później jako stawy szlamowe, a teraz ich znaczenie jako stawów hodowlanych powraca do życia. Niedaleko przecięcia z rzeką Łucyną znajduje się miejsce o znaczeniu europejskim – PP Mokřad u Rondelu.

## Dopływy
- L – lewy, P – prawy dopływ
- Kątniak (L) – wpada w Suchej Górnej
- Żywocicki strumyk (L) – wpada do obszaru katastralnego Sucha Górna i Hawierzów-Sucha Średnia
- Bartoszówka (P) – wpada w Hawierzowie-Suchej Dolnej, w pobliżu skrzyżowania ulic Orłowska i Wodna
- bezimienny strumyk (P) – źródło ma w miejscowości U Jelenia w Hawierzowie-Szumbarku i płynie na granicy Szumbarku i Suchej Dolnej
- bezimienny strumyk (L) – źródło posiada w części Hawierzów-Miasto w pobliżu ulicy Moskiewskiej
- Szumbarski strumyk (P) – źródło posiada w lesie Peżgów. Do Suszanki wlewa się w pobliżu ulicy Orłowskiej, w okolicach dużego ronda